# إريت بن أبا
إريت بن أبا فيتالي (بالعبرية: אירית בן-אבא; ولدت في 1958) هي السفير الإسرائيلي الحالي لدى الصين والسفير غير المقيم في منغوليا منذ عام 2021.

## التعليم
بين عامي 1979 و1982 درست بن أبا وتخرجت بامتياز مع مرتبة الشرف من الجامعة العبرية في القدس، وتخصص في دراسات شرق آسيا واللغويات الإنجليزية.
بين عامي 2003 و2005، حصل بن أبا على درجة الماجستير التنفيذي في إدارة الأعمال في الجامعة العبرية.

## الحياة المهنية
شغلت بن أبا منصب سفيرة لدى ألبانيا من عام 2004 حتى عام 2006 (بالتزامن مع البوسنة والهرسك واليونان (2014-2019) ومقدونيا الشمالية (2004-2006) والفلبين (2000-2004). وهي السفيرة الإسرائيلية الحالية لدى الصين، وقد وصلت إلى بكين في 22 فبراير 2021. كما شغلت منصب نائبة المدير العام للشؤون الاقتصادية في وزارة الخارجية.
في عام 2014، تم تعيينها سفيرة لإسرائيل لدى اليونان. في عام 2020، تم تعيينها قائمة بالأعمال (سفيرة بالإنابة) في سفارة إسرائيل في فرنسا. كما عملت أيضًا كمبعوثة خاصة لشؤون الهجرة .